# 陳穉
陳 穉（ちん ち、生没年不詳）は、春秋時代の斉の大夫で、斉の陳氏の宗主。姓は嬀、氏は陳、あるいは田、諱は穉、字は孟夷。
陳完（敬仲）の子として生まれた。陳完が死去すると、陳穉は後を嗣いで斉の陳氏の宗主となった。陳穉が死去すると、子の陳湣（孟荘）が後を嗣いだ。